# Iván Stretóvich
Iván Stretóvich (Novosibirsk, Rusia, 6 de octubre de 1996) es un gimnasta artístico ruso, subcampeón olímpico en 2016 en el concurso por equipos.

## 2016
En los JJ. OO. de Río de Janeiro consigue la plata en la competición por equipos, tras Japón (oro) y por delante de China (bronce); sus compañeros de equipo fueron: Denis Ablyazin, David Belyavskiy, Nikolai Kuksenkov y Nikita Nagornyy.